# Rogie Vachon
Rogatien Rosaire "Rogie" Vachon, född 8 september 1945, är en kanadensisk före detta ishockeytränare och professionell ishockeymålvakt som tillbringade 16 säsonger i den nordamerikanska ishockeyligan National Hockey League (NHL), där han spelade för ishockeyorganisationerna Montreal Canadiens, Los Angeles Kings, Detroit Red Wings och Boston Bruins. Han släppte in i genomsnitt 2,99 mål per match och hade 51 nollor (inte släppt in ett mål under en match) på 795 grundspelsmatcher. Vachon spelade också på lägre nivåer för As de Québec i American Hockey League (AHL), Houston Apollos i Central Professional Hockey League (CPHL) och Canadien junior de Montréal i Ontario Hockey Association (OHA-Jr.).
Han vann tre Stanley Cup med Canadiens för säsongerna 1967-1968, 1968-1969 och 1970-1971. För säsongen 1967-1968 blev Vachon och hans lagkamrat Gump Worsley utsedda till NHL:s bästa målvaktspar och fick motta Vézina Trophy. Den 14 februari 1985 valde Kings att pensionera hans spelarnummer (#35), det vill säga att ingen annan spelare i Kings kommer att kunna använda den igen. När de vann sin första Stanley Cup för säsongen 2011-2012 valde man att ge Vachon en Stanley Cup-ring. Den 27 juni 2016 meddelade Hockey Hall of Fame att han skulle bli invald tillsammans med Eric Lindros, Sergej Makarov och Pat Quinn senare under året.
Vachon har arbetat inom Kings sedan han avslutade sin spelarkarriär och har haft positioner som president, vicepresident, chef för ishockeyverksamheten, general manager (1984-1992), assistent till Kings majoritetsägare Philip Anschutz, tillfällig tränare i tio matcher fördelat över säsongerna 1983-1984, 1987-1988 och 1994-1995 och målvaktstränare. Han är tillsammans med Marcel Dionne och Marty McSorley ambassadörer för Kings och är ansiktena utåt mot företagslivet, supportrarna och samhället i allmänhet.